# تپه میترخانه
تپه میترخانه مربوط به عصر مس - هزاره سوم قبل از میلاد است و در شهرستان سرپل ذهاب، بخش مرکزی، دهستان دشت ذهاب، ۶۰۰ متری جنوب روستای تپانی واقع شده و این اثر در تاریخ ۲۶ اسفند ۱۳۸۷ با شمارهٔ ثبت ۲۵۵۷۸ به‌عنوان یکی از آثار ملی ایران به ثبت رسیده است.